# Chorisoneura flavipennis
Chorisoneura flavipennis es una especie de cucaracha del género Chorisoneura, familia Ectobiidae. Fue descrita científicamente por Saussure & Zehntner en 1893.
Habita en México y Costa Rica.